# Lukas Graber
Lukas Graber (Vaduz, 3 maggio 2001) è un calciatore liechtensteinese, difensore dell'Eschen/Mauren e della nazionale liechtensteinese.

## Carriera

### Nazionale
Il 3 giugno 2022 ha esordito con la nazionale liechtensteinese giocando l'incontro perso per 0-2 contro la Moldavia, valido per la UEFA Nations League 2022-2023.

## Statistiche

### Cronologia presenze e reti in nazionale
| Cronologia completa delle presenze e delle reti in nazionale ― Liechtenstein | Cronologia completa delle presenze e delle reti in nazionale ― Liechtenstein | Cronologia completa delle presenze e delle reti in nazionale ― Liechtenstein | Cronologia completa delle presenze e delle reti in nazionale ― Liechtenstein | Cronologia completa delle presenze e delle reti in nazionale ― Liechtenstein | Cronologia completa delle presenze e delle reti in nazionale ― Liechtenstein | Cronologia completa delle presenze e delle reti in nazionale ― Liechtenstein | Cronologia completa delle presenze e delle reti in nazionale ― Liechtenstein |
| Data                                                                         | Città                                                                        | In casa                                                                      | Risultato                                                                    | Ospiti                                                                       | Competizione                                                                 | Reti                                                                         | Note                                                                         |
| ---------------------------------------------------------------------------- | ---------------------------------------------------------------------------- | ---------------------------------------------------------------------------- | ---------------------------------------------------------------------------- | ---------------------------------------------------------------------------- | ---------------------------------------------------------------------------- | ---------------------------------------------------------------------------- | ---------------------------------------------------------------------------- |
| 3-6-2022                                                                     | Vaduz                                                                        | Liechtenstein                                                                | 0 – 2                                                                        | Moldavia                                                                     | UEFA Nations League 2022-2023 - 1º turno                                     | -                                                                            | 51’ 83’                                                                      |
| 6-6-2022                                                                     | Riga                                                                         | Lettonia                                                                     | 1 – 0                                                                        | Liechtenstein                                                                | UEFA Nations League 2022-2023 - 1º turno                                     | -                                                                            | 64’                                                                          |
| 10-6-2022                                                                    | Andorra la Vella                                                             | Andorra                                                                      | 2 – 1                                                                        | Liechtenstein                                                                | UEFA Nations League 2022-2023 - 1º turno                                     | -                                                                            | 24’ 89’                                                                      |
| 22-9-2022                                                                    | Vaduz                                                                        | Liechtenstein                                                                | 0 – 2                                                                        | Andorra                                                                      | UEFA Nations League 2022-2023 - 1º turno                                     | -                                                                            | 46’                                                                          |
| 25-9-2022                                                                    | Chișinău                                                                     | Moldavia                                                                     | 2 – 0                                                                        | Liechtenstein                                                                | UEFA Nations League 2022-2023 - 1º turno                                     | -                                                                            | 67’                                                                          |
| 20-6-2023                                                                    | Vaduz                                                                        | Liechtenstein                                                                | 0 – 1                                                                        | Slovacchia                                                                   | Qual. Euro 2024                                                              | -                                                                            | 62’                                                                          |
| 3-6-2024                                                                     | Szombathely                                                                  | Albania                                                                      | 3 – 0                                                                        | Liechtenstein                                                                | Amichevole                                                                   | -                                                                            | 46’                                                                          |
| Totale                                                                       |                                                                              | Presenze                                                                     | 7                                                                            |                                                                              | Reti                                                                         | 0                                                                            |                                                                              |